# گرافن راینفلد
گرافن راینفلد (به آلمانی: Grafenrheinfeld) یک شهر در آلمان است که در بایرن واقع شده‌است.

## خصوصیات
گرافن راینفلد ۱۱٫۳۵ کیلومترمربع مساحت دارد ۲۰۸ متر بالاتر از سطح دریا واقع شده‌است.